# Schronik w Kończystej Turni
Schronik w Kończystej Turni – jaskinia, a właściwie schronisko, w Dolinie Miętusiej w Tatrach Zachodnich. Wejście do niej położone jest w zachodnim zboczu Kończystej Turni, na wysokości 1135 m n.p.m. Długość jaskini wynosi 5 metrów, a jej deniwelacja 1,5 metrów.

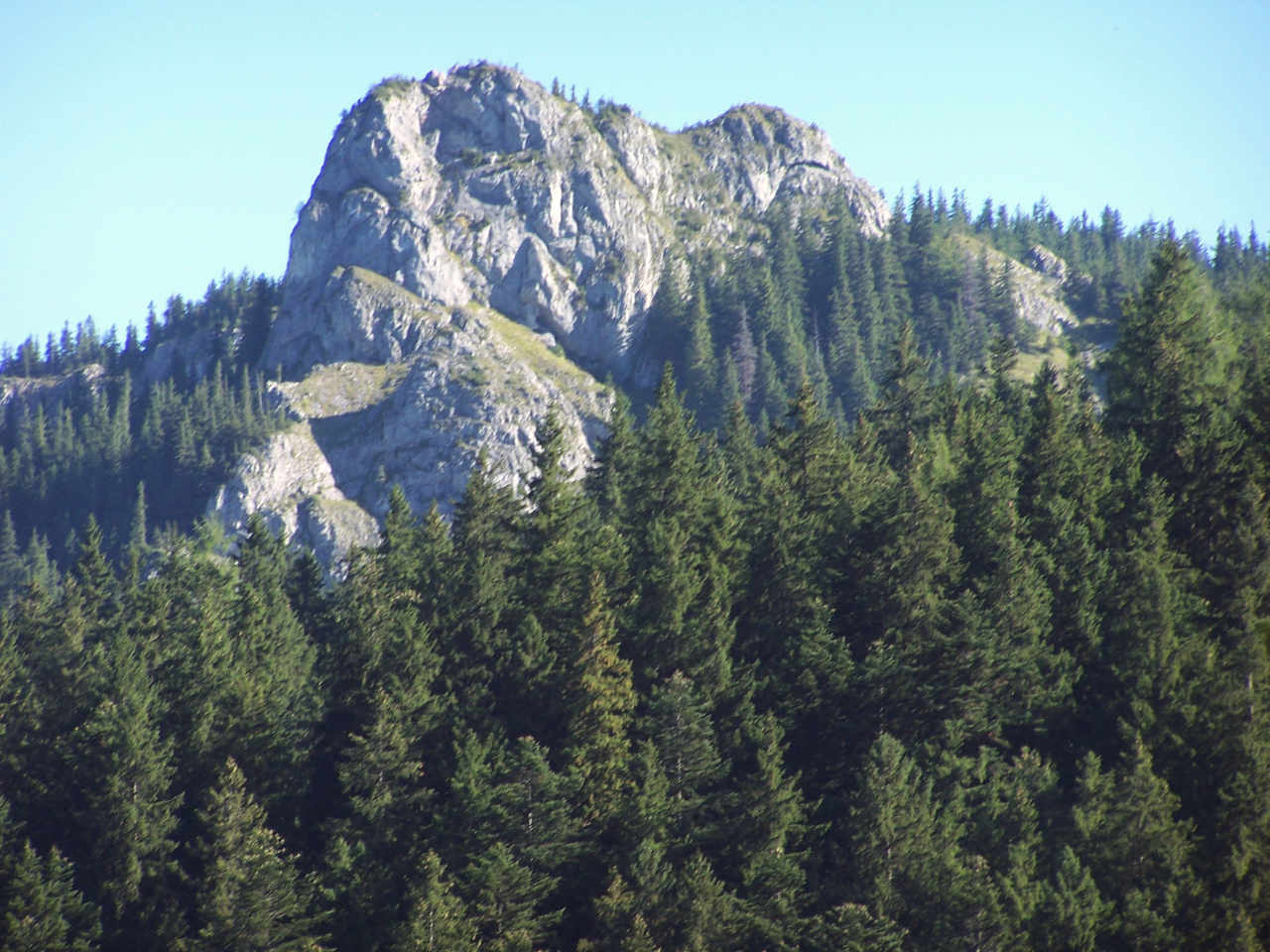
Kończysta Turnia

## Opis jaskini
Jaskinia jest wnęką, w której prawej części znajduje się skalna półka, a w lewej niewielka i niska salka. 

## Przyroda
W jaskini brak jest nacieków. Ściany są suche, rosną na nich porosty.

## Historia odkryć
Jaskinia była znana od dawna. Jej pierwszy opis i plan sporządził J. Grodzicki przy pomocy H. Grodzickiej i M. Grodzickiego w 1995 roku.